# حزب الاستقلال الإفريقي (بوركينا فاسو)
حزب الاستقلال الأفريقي (بالفرنسية: Parti Africain de l’Indépendance)‏ كان حزبًا سياسيًا في بوركينا فاسو (فولتا العليا سابقًا)، بقيادة فيليب ويدراوغو.
كان جزءًا من حزب الاستقلال الأفريقي الشيوعي، الذي أسس فرعه في فولتا العليا في عام 1963. في عام 1973، أطلق الحزب الرابطة الوطنية للتنمية كجبهة جماهيرية مفتوحة له. أصبحت الرابطة حركة مهمة خلال ثورة 1983 وشاركت من خلال الحزب في حكومة توماس سانكارا لمدة عام واحد. ثم توترت العلاقات مع سنكارا وتم طرد الرابطة من الحكومة.
في الانتخابات البرلمانية لعام 1992، كان الحزب جزءًا من الجبهة الشعبية الموالية للحكومة. فاز الحزب بمقعدين.
في عام 1999، انقسام الحزب، وشكل سومان توري حزب موازي. حصل الحزب بقيادة توري، والذي انضم إلى الحكومة، على الاعتراف القانوني. سجل الحزب بقيادة ويدراوغو باسم، حزب الديمقراطية والاشتراكية في عام 2002، من أجل خوض الانتخابات في 5 مايو 2002. حصل على 1.7٪ من الأصوات الشعبية و 2 من أصل 111 مقعدًا.
في عام 2005، فاز ويدراوغو بنسبة 2.3٪ من الأصوات في الانتخابات الرئاسية.
نشر الحزب مجلة لافانت جارد (الطليعة).
في عام 2012 اندمج الحزب في حزب الديمقراطية والاشتراكية / متبا.